# Камала Неру
Камала Неру (гінді कमला नेहरू; уроджена Каул, 1 серпня 1899, Делі, Британська Індія — 28 лютого 1936, Лозанна, Швейцарія) — діячка народно-визвольного руху Індії. Дружина Джавахарлала Неру, мати Індіри Ганді.

## Життєпис
Камала Каул народилася 1 серпня 1899 року в сім'ї Раджпаті і Джавахармала Каул, кашмірських брахманів середнього класу. Вона мала два брати Чанда Бахадура Каула і Кайласа Ната Каула, і сестру Сваруп Катджу. Освіту Камала здобувала вдома під наглядом вчителів, що приходили.

Весілля Камали і Джавахарлала Неру

8 лютого 1916 року, в день індуїстського свята, що знаменує прихід весни, сімнадцятирічна Камала Каул вийшла за Джавахарлала Неру, який був старшим за неї на 9 років. Через рік після весілля, 19 листопада 1917 року, в них народилася єдина дочка, яку назвали Індірою. В листопаді 1926 року Камала народила хлопчика, але він прожив усього тиждень.
1930 року після арешту майже всіх керівників Індійського національного конгресу і десятків активістів, серед них і Неру, в боротьбу проти англійського уряду вступили індійські жінки. Камала керувала всіма жінками Аллахабаду, і вони одностайно погоджувалися з її рішеннями та порадами. Селянки, робітниці, жінки вищого світу і жебраки виходили на мітинги в порушення наказу уряду, бойкотували англійські магазини, спалювали англійські товари. «Я ніколи не забуду, яке глибоке хвилювання охопило нас, коли ми, перебуваючи тоді у в'язниці Наїні, дізналися про це. Як нескінченно ми пишалися жінками Індії! Ми майже не в змозі були говорити про це, Бо серця наші були переповнені, а очі затуманені сльозами» — пізніше писав Джавахарлал Неру. У перший день 1931 року Камалу вперше заарештували й ув'язнили. Під час арешту вона кинула: «Я безмірно щаслива і горда тим, що йду стопами свого чоловіка!». Мотілал Неру хвалив невістку: «Молодець жінка. Саме така дружина й потрібна була Джавахарлалу».
Камала Неру померла після тривалої хвороби 28 лютого 1936 року в Лозанні, Швейцарія. Після її смерті Джавахарлал Неру писав «що в міру того, як вона ставала жінкою, очі її знаходили глибину і вогонь, нагадуючи тихі вири, на дні яких вирували бурі. В основі своїй вона була індійською дівчиною, або, точніше, кашмірською дівчиною, чутливою і гордою, дитячою і дорослою, легковажною і мудрою. За своє життя Мені довелося зустріти дуже небагатьох, хто справив би на мене таке ж сильне враження своєю щирістю».